# Ебербах
Ебербах (њем. Eberbach) град је у њемачкој савезној држави Баден-Виртемберг. Једно је од 54 општинска средишта округа Рајн-Некар. Према процјени из 2010. у граду је живјело 15.138 становника. Посједује регионалну шифру (AGS) 8226013.

## Географски и демографски подаци
Ебербах се налази у савезној држави Баден-Виртемберг у округу Рајн-Некар. Град се налази на надморској висини од 134 метра. Површина општине износи 81,2 km². У самом граду је, према процјени из 2010. године, живјело 15.138 становника. Просјечна густина становништва износи 186 становника/km².

## Међународна сарадња
| Мјесто      | Држава    | Врста сарадње | Од    |
| ----------- | --------- | ------------- | ----- |
|             | САД       | партнерство   | 1976. |
| Тоно ле Бен | Француска | партнерство   | 1961. |
| Извор       |           |               |       |